# Вагінальні виділення
Вагінальні виділення ― суміш рідини, клітин та бактерій, яка змащує та захищає вагіну. Вона виробляється клітинами вагіни та шийкою матки і виходить із організму через вагінальний отвір. Склад, кількість і якість виділень варіюють протягом менструального циклу і на всіх стадіях сексуального та репродуктивного розвитку.
Нормальні вагінальні виділення можуть мати рідку й водянисту або густу та липку консистенцію. Вони можуть бути прозорими або білими. Вони не мають сильного запаху і зазвичай не супроводжуються свербінням чи болем. Більша частина виділень є фізіологічною нормою, деякі зміни у виділеннях можуть відображати інфекцію або інші патологічні процеси.
Інфекції, які можуть спричинити зміни у вагінальних виділеннях, включають вагінальні дріжджові інфекції, бактеріальний вагіноз та інфекції, що передаються статевим шляхом. Загальні ознаки включають зміну кольору, неприємний запах та супутні симптоми, такі як свербіж, печіння, біль у ділянці тазу, біль під час сексу.

## Нормальні виділення

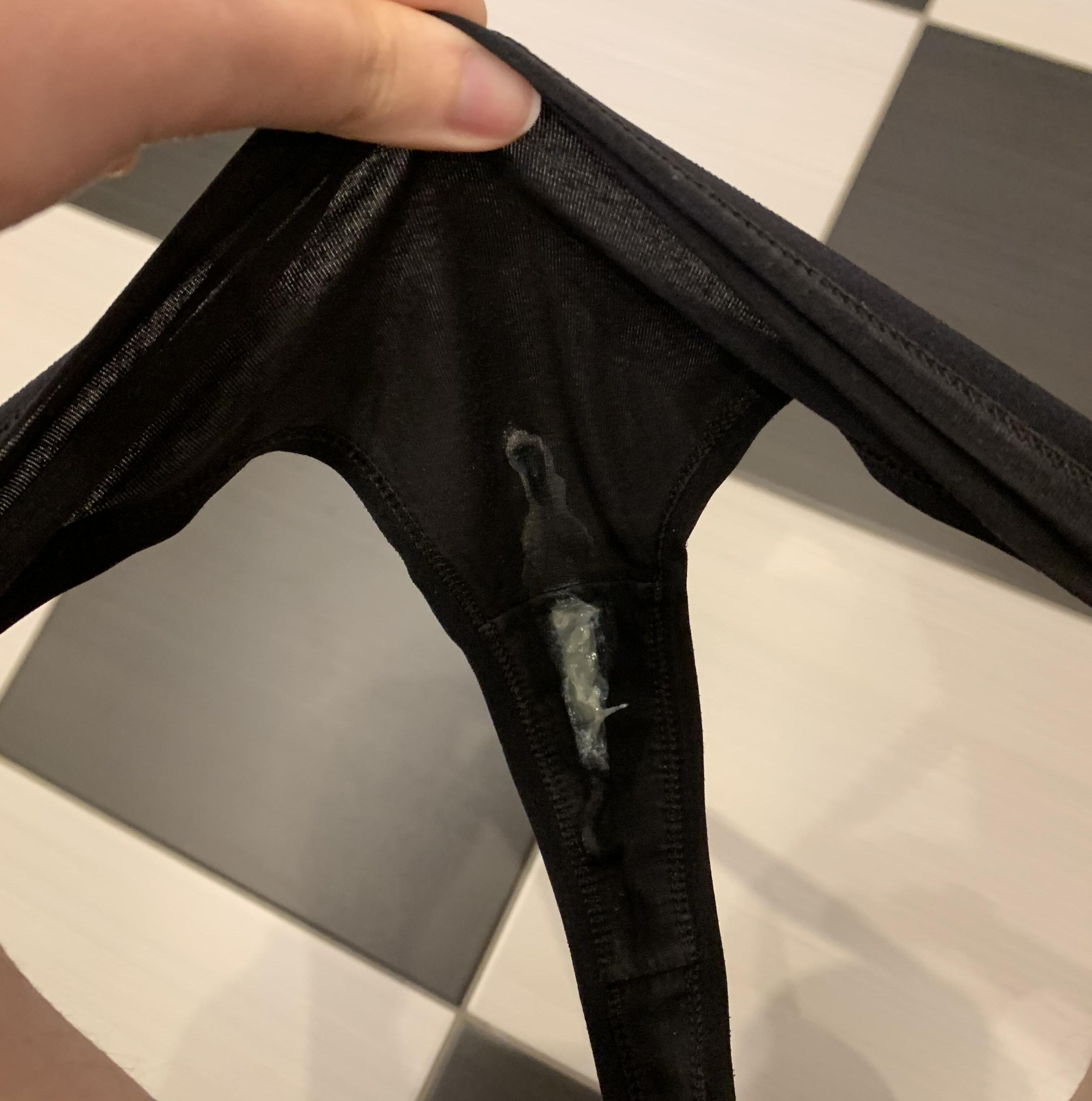
Еластичні виділення перед овуляцією

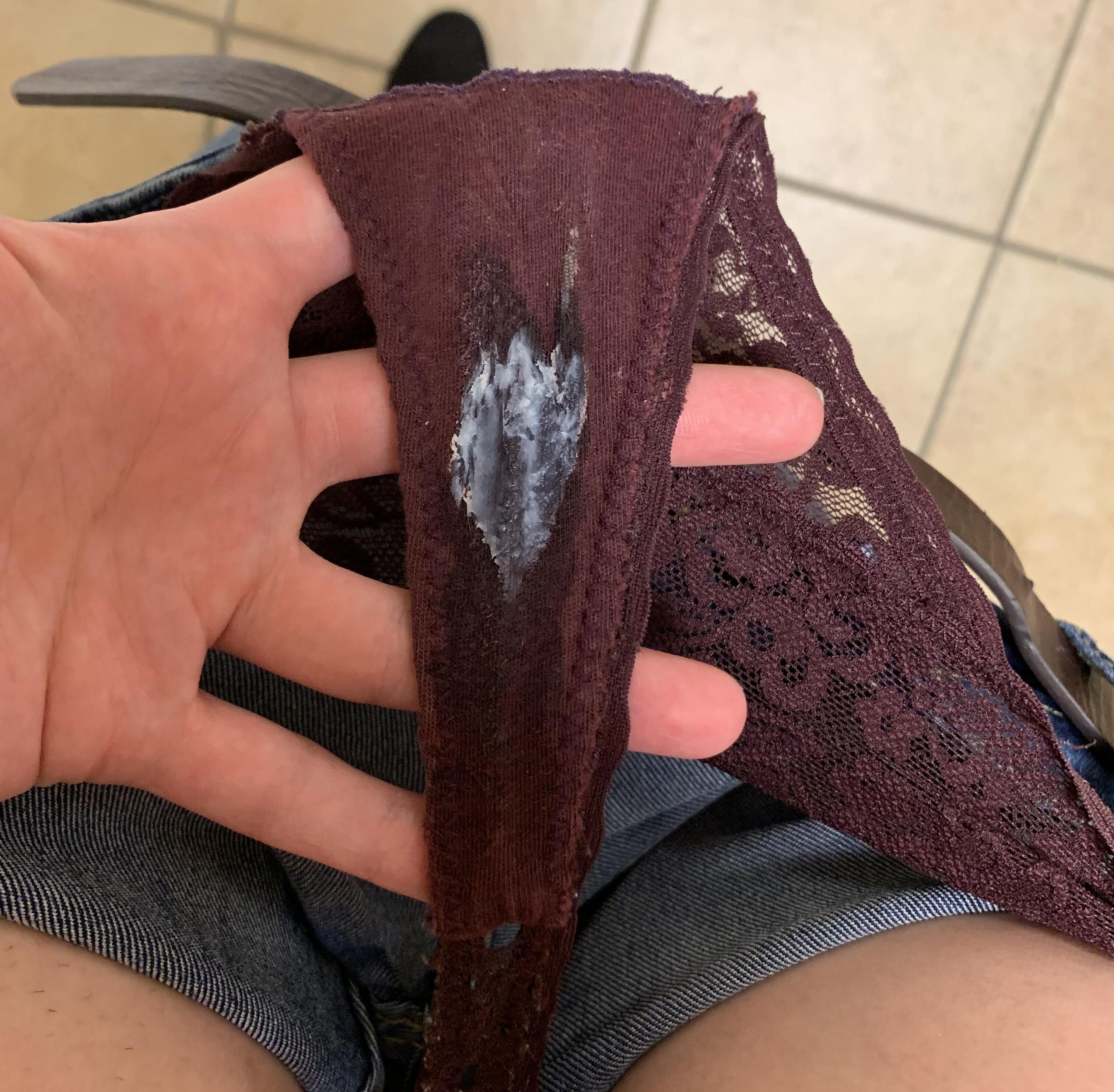
Густі виділення перед менструацією

Нормальні вагінальні виділення складаються з цервікального слизу, вагінальної рідини, клітин вагіни, шийки матки і бактерій.
Більшість рідини у вагінальних виділеннях - слиз, що виробляється залозами шийки матки. Решта складається з транссудату з вагінальних стінок та виділень залоз (Скіна і Бартоліна). Твердими компонентами є епітеліальні клітини, що відшарувалися зі стінки вагіни і шийки матки, а також деякі бактерії, що мешкають у вагіні і зазвичай не викликають захворювань. Фактично вони захищають організм від інших інфекційних та інвазивних бактерій, виробляючи такі речовини, як молочна кислота й перекис водню, які пригнічують ріст інших бактерій. Нормальний склад бактерій у вагіні (вагінальна флора) може змінюватись, але найчастіше переважають лактобактерії. У середньому на мілілітр вагінальних виділень припадає приблизно 108-109 бактерій.
Нормальні вагінальні виділення прозорі, білі або жовті. Консистенція може змінюватись від рідкої до густої. Запах слабкий або відсутній. Більшість виділень накопичується в найглибшій частині вагіни і виходить з організму протягом дня. Здорова жінка репродуктивного віку виробляє 1,5 г (від половини до однієї чайної ложки) вагінальних виділень щодня.
Під час сексуального збудження та статевого акту кількість рідини у вагіні збільшується через набухання кровоносних судин, що її оточують. Набухання судин збільшує об'єм транссудату з вагінальних стінок. Транссудат має нейтральний рН, тому збільшення його вироблення може тимчасово змінити рН вагіни на нейтральніший. Сім'яна рідина має лужний pH і може нейтралізувати кислотність у вагіні на 8 годин.
Склад і кількість вагінальних виділень змінюються на різних стадіях сексуального та репродуктивного розвитку.

### Неонатальні виділення
У новонароджених дівчаток вагінальні виділення іноді з'являються у перші кілька днів після народження. Це з впливом естрогену під час внутрішньоутробного розвитку. Неонатальні виділення з піхви можуть бути білими або прозорими зі слизовою оболонкою, або бути кров'янистими через нормальне короткочасне відшаровування ендометрію.

### Передпубертатні виділення
Вагіна дівчаток до статевого дозрівання тонша і має іншу бактеріальну флору. Виділення у дівчаток передпубертатного віку мінімальні, рН від нейтрального до лужного коливається від 6 до 8. У складі бактеріальної популяції у дівчаток передпубертатного віку переважає стафілокок, на додаток до цілого ряду анаеробів, ентерококів, кишкової палички і лактобацил.

### Пубертатні виділення
У період статевого дозрівання яєчники починають виробляти естроген. Ще до початку менструації (за 12 місяців до менархе, зазвичай одночасно з розвитком молочних залоз) кількість вагінальних виділень збільшується, а їх склад змінюється . Естроген сприяє дозріванню тканин вагіни та викликає підвищене вироблення глікогену її епітеліальними клітинами. Високі рівні глікогену в вагінальному каналі підтримують зростання лактобацил у порівнянні з іншими видами бактерій. Коли лактобактерії використовують глікоген як джерело їжі, вони перетворять його в молочну кислоту. Таким чином, переважання лактобактерій у вагінальному каналі створює більш кисле середовище. Таким чином, рН вагіни і вагінальних виділень після статевого дозрівання коливається між 3,5 і 4,7.

### Менструальний цикл
Кількість і консистенція вагінальних виділень змінюються протягом менструального циклу. У перші дні після менструації виділення мінімальні, а їхня консистенція густа і липка. При наближенні овуляції підвищення рівня естрогену викликає супутнє збільшення виділень. Кількість виділень, що утворюються при овуляції, в 30 разів перевищує кількість після менструації. Виділення також змінюють колір та консистенцію протягом, стаючи прозорими та еластичними. Після овуляції рівень прогестерону в організмі підвищується, що призводить до зменшення кількості виділень. Консистенція їх знову стає густою, липкою та непрозорою. Виділення продовжують зменшуватися з кінця овуляції до кінця циклу, а потім після менструації вони знову починають збільшуватися.

### Вагітність
Під час вагітності об'єм вагінальних виділень збільшується через підвищення рівнів естрогену та прогестерону в організмі.  Виділення зазвичай білі або трохи сірі і можуть мати запах. Нормальні виділення при вагітності не містять крові і не викликають свербіння. рН виділень під час вагітності, як правило, більш кислий, ніж зазвичай, через підвищений виробіток молочної кислоти. Кисле середовище допомагає забезпечити захист від багатьох інфекцій, але і робить жінок більш сприйнятливими до вагінальних дріжджових інфекцій.

### Післяпологовий період
Виділення можуть бути червоними та рясними протягом перших кількох днів після пологів, оскільки вони складаються з крові та поверхневої слизової оболонки, яка вистилала матку під час вагітності. Потім виділення мають стати водянистішими і змінити колір з рожево-коричневого на жовтувато-білий.

### Менопауза
При зниженні рівня естрогену, що настає з менопаузою, вагіна повертається в стан, подібний до допубертатного. Зокрема, її тканини стоншуються і стають менш еластичними; приплив крові до вагіни зменшується; поверхневі епітеліальні клітини містять менше глікогену, через що мікрофлора змінюється і містить менше лактобактерій, а рН згодом підвищується до 6,0-7,5. Загальна кількість виділень зменшується . Це може призвести до сухості і болю під час вагінального сексу. Симптоми можна усунути за допомогою гормональних вагінальних кремів.

## Аномальні виділення
Аномальні вагінальні виділення можуть виникати при низці станів, включаючи інфекції та дисбаланс вагінальної флори або рН. Іноді аномальні виділення можуть мати причини. 
В одному дослідженні жінок зі скаргами на виділення або неприємний запах у вагіні, виявлено, що у 34% був бактеріальний вагіноз, а у 23% - вагінальний кандидоз. У 32% пацієнток були виявлені ІПСШ, включаючи хламідіоз, гонорею, трихомонаду або генітальний герпес. 
Діагностувати причину аномальних виділень може бути складно, хоча можна використовувати тест на гідроксид калію або аналіз рН вагіни.
Коли аномальні виділення супроводжуються печінням, подразненням, або свербінням вульви, це називається вагінітом. 
Симптоми, пов'язані з патологічними виділеннями: свербіж вульви, подразнення або запалення вульви, зелені або пінисті виділення, кров'янисті виділення, не пов'язані з менструацією, різні запахи, новий біль або біль, що посилюється, пов'язаний з виділеннями, біль при сексі або сечовипусканні.
Важливо звернутися по медичну допомогу при виявленні аномальних виділень. Самолікування не рекомендується і може погіршити симптоми.

### Бактеріальний вагіноз
Бактеріальний вагіноз — інфекція, викликана зміною вагінальної флори. Це найпоширеніша причина патологічних виділень у жінок репродуктивного віку (40-50% випадків). При ньому у вагіні спостерігається зменшення кількості лактобацил і відносне збільшення кількості анаеробів, переважно Gardnerella vaginalis. Цей дисбаланс ї призводить до характерних виділень. Виділення мають характерний запах риби, зазвичай сірі, іноді зелені, ноді супроводжується печінням при сечовипусканні. Свербіж зустрічається рідко. Точні причини порушення вагінальної мікрофлори, що призводять до бактеріального вагінозу, до кінця не відомі. Однак фактори ризику включають прийом антибіотиків, незахищений секс, спринцювання та використання внутрішньоматкової спіралі. Роль сексу при ньому невідома, і він не вважається ІПСШ. Діагноз ставиться виходячи з зовнішнього вигляду виділень, рН виділень > 4,5, наявності клітин під час перегляду виділень під мікроскопом і характерний запах риби. Бактеріальний вагіноз можна лікувати пероральними або інтравагінальними антибіотиками, такими як метронідазол або лактобацили.

### Вагінальна дріжджова інфекція
Вагінальна дріжджова інфекція (вагінальний кандидоз) виникає внаслідок надмірного росту дріждів candida albicans у вагіні. Це поширена інфекція: більше 75% жінок в якийсь момент життя стикалися принаймні з однією "молочницею". Фактори ризику включають нещодавнє застосування антибіотиків, цукровий діабет, імуносупресію, підвищений рівень естрогену та використання певних протизаплідних засобів, включаючи внутрішньоматкові спіралі, діафрагми або губки. Ця інфекція не передається статевим шляхом. Виділення не завжди присутні при дріжджових інфекціях, але коли вони виникають, вони зазвичай без запаху, густі, білі й комкуваті.
Вагінальний свербіж є найпоширенішим симптомом кандидозного вульвовагініту. Також можливі печіння, болючість, подразнення, біль при сечовипусканні або під час сексу. Ці симптоми можуть бути при інших вагінальних інфекціях, тому для підтвердження діагнозу необхідна мікроскопічна діагностика (посів). Лікування проводиться внутрішньовагінальними або пероральними протигрибковими препаратами.

### Трихомоніаз
Трихомоніаз — ІПСШ. Виділення зазвичай жовтувато-зеленого кольору. Іноді вони пінисті і можуть мати неприємний запах. Інші симптоми можуть включати печіння, свербіж у вагіні, біль при сечовипусканні, біль при вагінальному сексі. Трихомоніаз діагностують, розглядаючи зразок виділень під мікроскопом, на предметному склі якого видно трихомонади, що рухаються. Однак у жінок з трихомонадою збудник зазвичай виявляється тільки в 60-80% випадків. Інші тести, включаючи посів виділень або ПЛР-аналіз, з більшою ймовірністю виявлять мікроорганізм. Лікування полягає в одноразовому прийомі пероральних антибіотиків, найчастіше метронідазолу або тинідазолу.

### Хламідіоз і гонорея
Хламідіоз і гонорея також можуть викликати виділення, хоча найчастіше вони не викликають симптомів. Виділення при хламідіозі зазвичай наповнені гноєм, але приблизно в 80% випадків хламідіоз не викликає жодних виділень. Гонорея також може викликати гнійні виділення, але протікає безсимптомно в 50% випадків. Якщо виділення супроводжуються тазовим болем, це свідчить про запальне захворювання органів малого тазу, стан, при якому бактерії проникли вгору репродуктивним трактом.

### Інші причини
Проникнення у вагіну сторонніх предметів може викликати хронічні виділення з неприємним запахом. Поширеними предметами, що виявляються у підліток і дорослих, є тампони, туалетний папір та секс-іграшки.